# Othello Hunter
Pour les articles homonymes, voir Hunter.
Tegba Othello Hunter, né le 28 mai 1986 à Winston-Salem en Caroline du Nord, est un joueur américano-libérien de basket-ball.

## Biographie
Avec les Buckeyes d'Ohio State, Hunter atteint la finale du championnat NCAA 2007.
En juillet 2017, Hunter signe un contrat de deux ans avec le CSKA Moscou.
En juillet 2019, Hunter rejoint le Maccabi Tel-Aviv avec lequel il paraphe un contrat d'un an, avec une année supplémentaire en option.
En juillet 2021, Hunter s'engage pour une saison avec le Bayern Munich. Il prolonge son contrat avec le Bayern pour la saison 2022-2023.

## Palmarès
- Vainqueur de la Coupe du Roi 2017
- Champion de Grèce 2015, 2016
- Vainqueur de l'Euroligue : 2019
- Champion de la VTB United League : 2018, 2019
- Champion d'Israël 2020, 2021
- Vainqueur de la Coupe d'Israël 2021